# Bernardí I Polentani
Bernardí I Polentani fou fill i successor de Ostasi I Polentani com a senyor de Ravenna el 1346. Va començar a governar conjuntament amb els seus germans Pandulf i Lambert Polentani, però el primer va quedar sol el 1347 després d'empresonar als seus germans i deixar-los morir de fam a la presó de Cervia.
Va tenir un govern tranquil fins a la seva mort el 14 de novembre de 1359 i el va succeir el seu fill Guiu III Polentani.